# Перевоз (Полтавская область)
Перевоз (укр. Перевіз) — село, Лысовский сельский совет, Гадячский район, Полтавская область, Украина.
Код КОАТУУ — 5320484106. Население по переписи 2001 года составляло 40 человек.

## Географическое положение
Село Перевоз находится на правом берегу реки Псёл, выше по течению на расстоянии в 4,5 км расположено село Лысовка, ниже по течению на расстоянии в 0,5 км расположено село Малая Обуховка, на противоположном берегу — село Лютенька. Река в этом месте извилистая, образует лиманы, старицы и заболоченные озёра.

## История
- 1795 — дата основания.